# Pallisa
Pallisa est une ville, capitale du district de Pallisa, en Ouganda.

## Source
- (en) Cet article est partiellement ou en totalité issu de l’article de Wikipédia en anglais intitulé « Pallisa » (voir la liste des auteurs).